# Tamer Levent

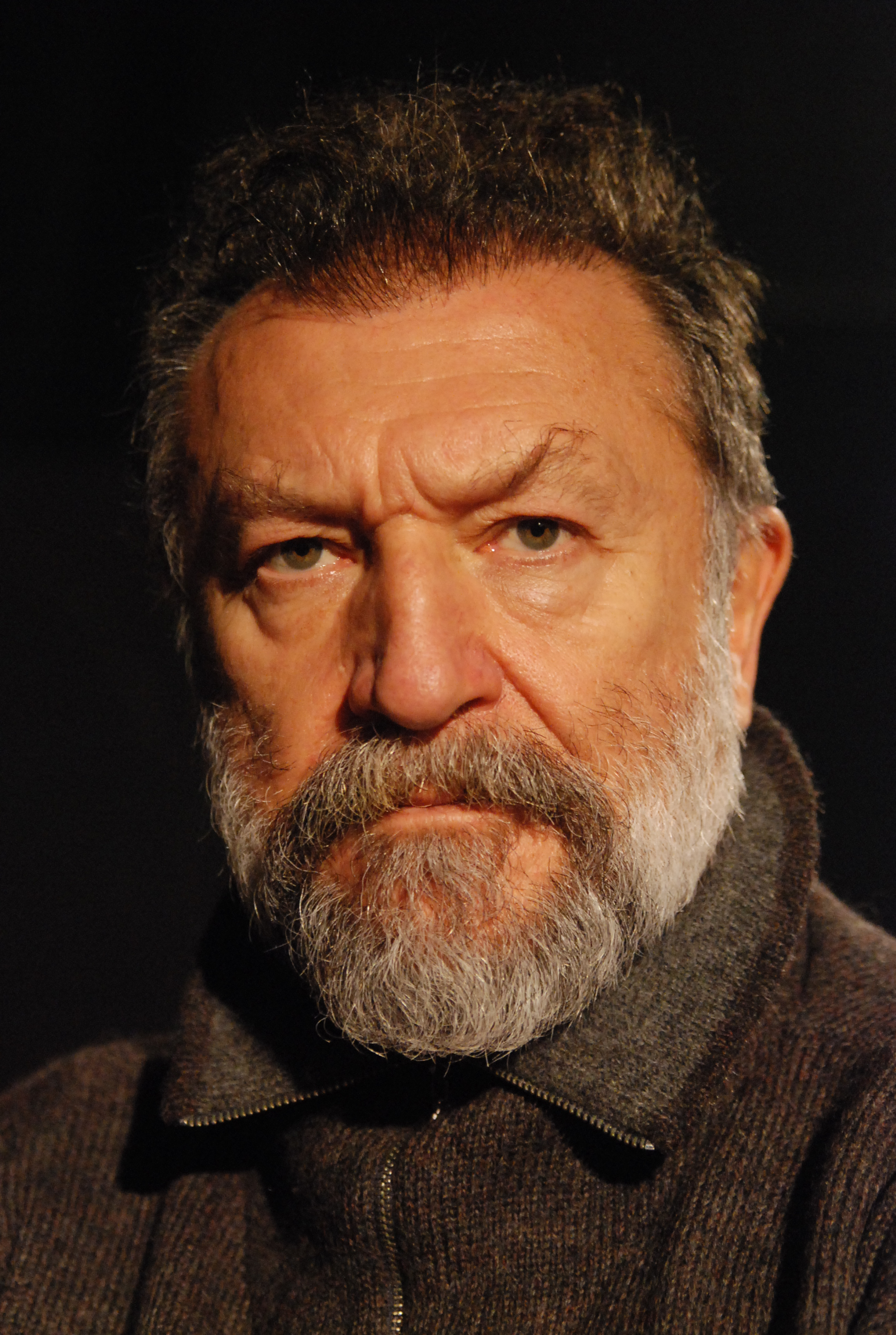
Tamer Levent

Tamer Levent (* 13. Oktober 1950 in Izmir) ist ein türkischer Schauspieler, Regisseur, Schriftsteller und Intendant. Er absolvierte im Jahre 1977 eine Theaterausbildung am Staatlichen Konservatorium in Ankara. Am türkischen Staatstheater arbeitete er zunächst als Schauspieler und danach als Regisseur. Er wurde Generaldirektor und Vize-Generaldirektor der türkischen Staatstheater. Von ihm inszenierte Aufführungen wurden zu Festspielen in Russland, Kanada, Südkorea, Iran und Zypern eingeladen. Er arbeitet heute noch als Regisseur am türkischen Staatstheater. Levent ist Vorsitzender der „Stiftung für die Mitarbeiter von Staatstheater, Oper und Ballett“ (TOBAV) und Vorsitzender des „Berufsverbandes der Theaterschauspieler“ (TOMEB).
Levent heiratete im Jahr 1982 die TV-Produzentin Seynan Sezgin. Das Paar hat zwei Kinder. Im Jahre 2003 wurde in der Stadt Çorlu eine Bühne, die seinen Namen trägt, eröffnet, die „Städtische Tamer Levent-Çorlu-Bühne“ (tr. Çorlu Belediyesi Tamer Levent Sahnesi). Tamer Levent initiierte Schulunterricht in den Fächern Dramaturgie und Kreatives Drama.
Mit dem von ihm inszenierten Stück Yeniden Yaratma von Ülkü Ayvaz machte das Staatstheater der Türkei seine erste Tournee nach Russland.

## Auszeichnungen
- Auszeichnung der staatlichen Kunstinstitution „Ankara Sanat Kurumu“ 2009 als bester Schauspieler für seine Rolle in Galileo Galilei
- Nominierung bei den 6. „Asia Pacific Screen Awards“ für seine Rolle in „Tepenin Ardı“[3]
- Auszeichnung beim 24. Filmfestival in Ankara als bester Schauspieler für seine Rolle in „Tepenin Ardı“[4]
- Auszeichnung beim 3. Film Festival in Malatya 2012, als bester Schauspieler für seine Rolle in „Tepenin Ardı“[5]
- Ehrenpreis des „Sprachvereins“ (tr. „Dil Derneği“) beim 81. „Sprachfest“ 2013[6]

## Theaterrollen

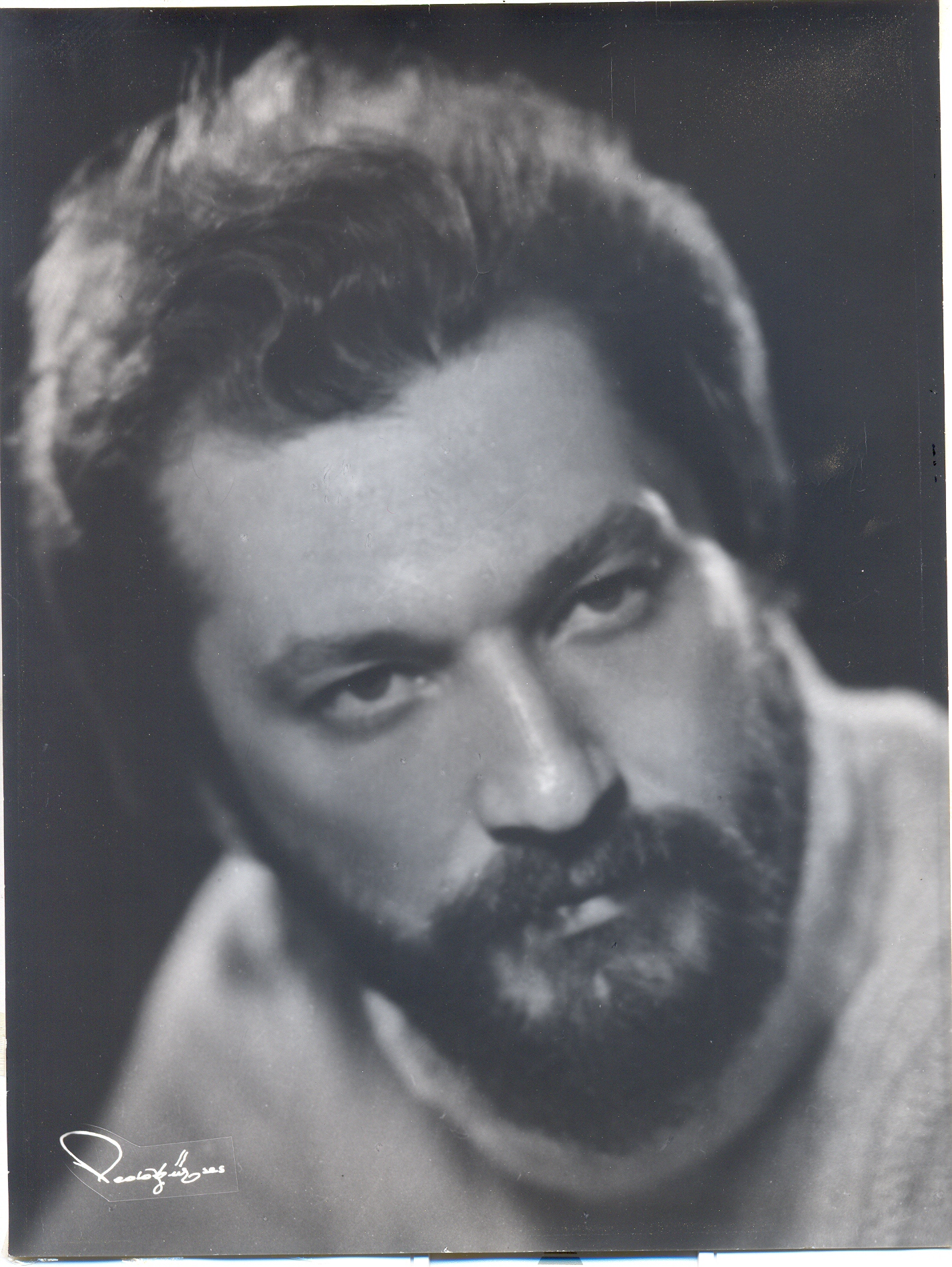
Theater Foyer Bild

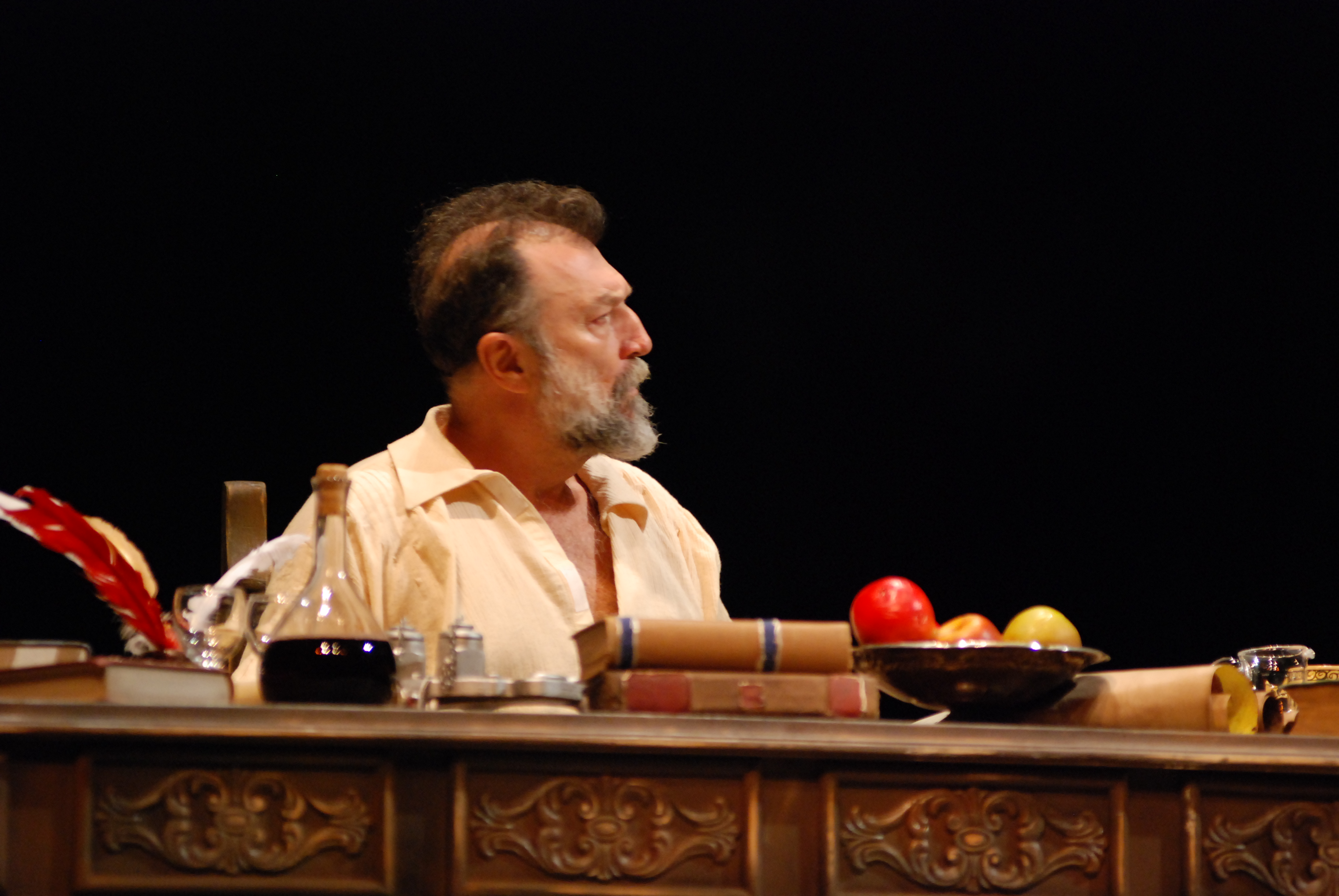
2008 - 09 Saison der staatlichen Theater Brecht’s Galileo Galilei. Regie: Erhan Gökgücü

- İstanbul Efendisi - Musahipzade Celal, 1975 (Tournee nach Zypern)
- My Fair Lady (Müzikal) – George Bernard Shaw’s Pygmalion Adaption: Alan Jey Lerner Muzik: Frederick Loewe, 1977 Devlet Tiyatroları Ankara
- İnsandan Kaçan (Mysantrophe) – Molière, 1977 Devlet Tiyatroları Ankara
- Genç W.’nin Yeni Acıları - Ulrich Plenzdorf, 1977 Devlet Tiyatroları Ankara
- Billy Budd (Yasalar ve İnsan) - Herman Melville, 1978
- Sultan Kız - Osman Güngör Feyzoğlu,
- Monserrat - Emmanuel Robles, 1979
- Özgürlüğüne Kavuşturulan Don Kişot – Anatoli Vasilieviç Lunaçarski,
- Arturo Ui'nin Önlenebilir Tırmanışı - Bertolt Brecht,
- Keşanlı Ali Destanı - Haldun Taner,
- Bir Sabah Gülerek Uyan - Necati Cumalı,
- Tam Rolünde - Leonnie Ossowski,
- Ebedi Koca - Victor Heim,
- Burgonya Prensesi Ivona - Witold Gombrowicz,
- Matmazel Helsinka - Georgas Astalos,
- Karacaoğlan – Dinçer Sümer,
- Sanatçının Ölümü – Yılmaz Onay,
- Tartuffe – Moliere,
- Düşler Yolu - Tennessee Williams
- Yaşamaya Dair - Nâzım Hikmet Adaption: Tamer Levent,
- Ramazan'la Cülide – Erhan Gökgücü,
- Mutlu Yıllar – Peter Turrini, 2008 Beşiktaş Belediyesi Akatlar Kültür Merkezi İstanbul
- Galileo'nin Yaşamı – Bertolt Brecht, 2008 Devlet Tiyatroları Ankara
- Yalancının Resmi - Memet Baydur, 2009 Mask-Kara Tiyatrosu İstanbul
- Venedik Taciri - William Shakespeare, 2012 Devlet Tiyatroları Ankara
- Rain Man (Yağmur Adam) - Barry Morrow, 2013 Tiyatro Keyfi İstanbul
- Kuvayi Milliye (Kurtuluş Savaşı Destanı) - Nazım Hikmet, 2014 Tiyatro 2000 İstanbul

## Regie
- Bir Elin Nesi Var - Muharrem Buhara
- Bütün Dünya Oyun Sahnesi - Tamer Levent
- Bernarda Alba'nın Evi - Federico García Lorca
- Önce İnsan - Yılmaz Karakoyunlu (Tournee nach Kanada)
- Masal Kadınları - Tamer Levent (Tournee nach Persien)
- Carmen - Georges Bizet, İzmir Devlet Opera ve Balesi
- Mança'lı Adam - Don Quijote, Mersin Devlet Opera ve Balesi
- Yaşamaya Dair - Nâzım Hikmet, Ankara Devlet Opera ve Balesi
- Caligula - Albert Camus
- Bakhai - Euripides
- Kalpaklılar - Samim Kocagöz, Tamer Levent
- Ney Dans Prodüksiyonu - Tamer Levent * Ferhat ile Şirin - Nazım Hikmet, Ankara
- Domuz Ahırı - Athaol Fughart, İzmir Sahne Tozu Tiyatrosu
- Midas’ın Kulakları - Güngör Dilmen, Konya Konya Devlet Tiyatrosu
- Yalancının Resmi - Memet Baydur, İstanbul, Mask-Kara Tiyatrosu
- Ölümü Yaşamak - Orhan Asena, Diyarbakır - Diyarbakır Devlet Tiyatrosu
- Ak Kartalın Oğlu Gılgameş - Orhan Asena, Diyarbakır Devlet Tiyatrosu, 2012

## Filmographie (Auswahl)
- Yazılar Filmatik Yılmaz Onay's Roman. Adaption und Regie: Altuğ Savaşal  1998
- Sam Rüzgarı (Polen)
- Gülpare
- Yaralı Yürek
- Vazgeç Gönlüm
- Kılıç Günü - Celal Kızıltan
- Tepenin Ardı - Emin Alper, 2012 (2012 Berliner Festspiele, Forum Caligari Filmpreis)[7][8] Bester Film. İstanbul Film Festivali[9] Bester Film. 6. Asia-Pacific Film Festival Screen Academy Awards (APSA).[10]
- Ayaz (film) - Hakan Kurşun, 2012
- Atlılar (TV-serie) - Muharrem Gülmez, 2012
- İzzet Kaptan ve Oğlu - Mesut Uçakan
- Su ve Ateş, 2013, Özcan Deniz
- Yunus Diye Göründüm - Kürşat Kızbaz
- Corn İsland - George Ovashvili, Georgien
- Fatih (TV-Serie), Kanal D
- Kış Uykusu, 2014, Nuri Bilge Ceylan (2014 Cannes Film Festival Goldene Palme und FIPRESCI Bester Film).[11]
- Bana Artık Hicran De (TV-Serie), 2014, Kanal D
- Kainan 1890 - Mitsutoshi Tanaka, 2015 (39. Japan Academy Filmpreis als Herausragender Film)
- The Wild Pear Tree, 2018

## Mitglied der Internationalen Jury

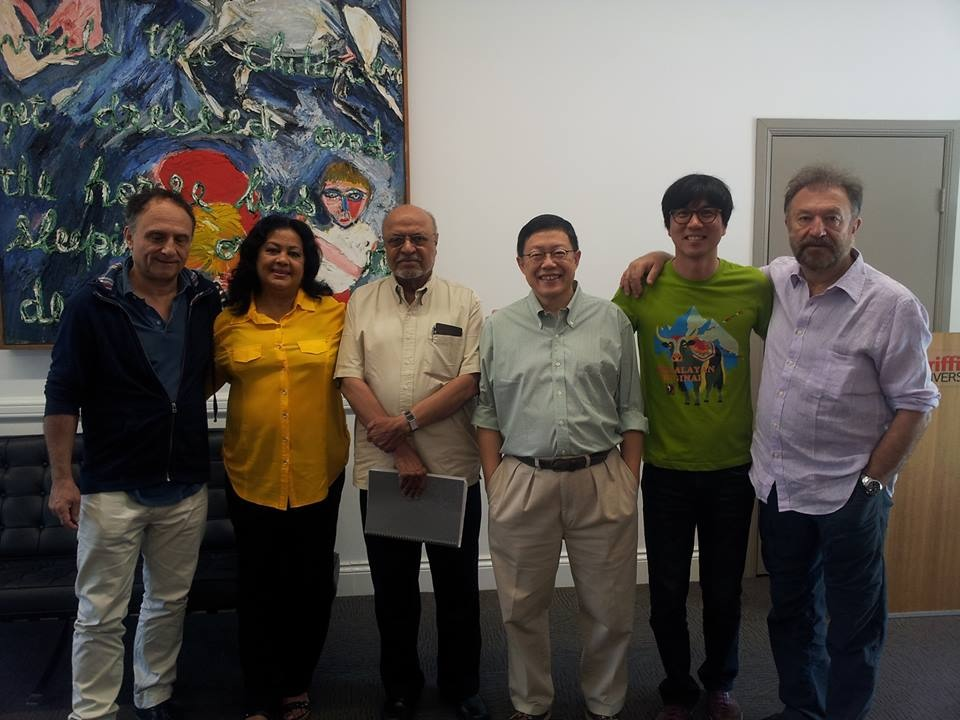
Das türkische Jury-Mitglied Tamer Levent mit den anderen Mitgliedern

- 7.Asia Pacific Screen Awards (APSA) Jury-Mitglied[12][13]

## Werke

### Theater Stücke
- Bütün Dünya Bir Oyun Sahnesi
- Ya Tutarsa
- Karısına Göre  Bir Halk düşmanı
- Anla Beni
- Masal Kadınları

### Sachbücher
- Niçin Tiyatro (Aufsätze), Verlag Gündoğan
- Ya Tutarsa (Schauspiel), Verlag Mitos - Boyut